# Гора Пневиць
Гора Пневиць (рос. Гора Пневиц) — село в Калязінському районі Тверської області Російської Федерації.
Населення становить 14 осіб. Входить до складу муніципального утворення Нерльське сільське поселення.

## Історія
Від 2005 року входило до складу муніципального утворення Нерльське сільське поселення.

## Населення
| 1859 | 1905 | 2002 | 2010 |
| ---- | ---- | ---- | ---- |
| 347  | ↘288 | ↘17  | ↘14  |